# Tectarius pagodus
Tectarius pagodus is een slakkensoort uit de familie Littorinidae. De wetenschappelijke naam werd gepubliceerd in 1758 door Carl Linnaeus in de tiende editie van Systema naturae.